# Williams Creek
Williams Creek és una població dels Estats Units a l'estat d'Indiana. Segons el cens del 2000 tenia 413 habitants.

## Demografia
Segons el cens del 2000, Williams Creek tenia 413 habitants, 157 habitatges, i 127 famílies. La densitat de població era de 469 habitants/km².
Dels 157 habitatges en un 35% hi vivien nens de menys de 18 anys, en un 75,8% hi vivien parelles casades, en un 4,5% dones solteres, i en un 19,1% no eren unitats familiars. En el 12,1% dels habitatges hi vivien persones soles el 7,6% de les quals corresponia a persones de 65 anys o més que vivien soles. El nombre mitjà de persones vivint en cada habitatge era de 2,63 i el nombre mitjà de persones que vivien en cada família era de 2,91.
Per edats la població es repartia de la següent manera: un 25,2% tenia menys de 18 anys, un 3,9% entre 18 i 24, un 18,6% entre 25 i 44, un 36,1% de 45 a 60 i un 16,2% 65 anys o més.
L'edat mediana era de 46 anys. Per cada 100 dones de 18 o més anys hi havia 87,3 homes.
La renda mediana per habitatge era de 172.996 $ i la renda mediana per família de 186.766 $. Els homes tenien una renda mediana de 100.000 $ mentre que les dones 49.583 $. La renda per capita de la població era de 82.132 $. Cap de les famílies i l'1,2% de la població estaven per davall del llindar de pobresa.

## Poblacions més properes
El següent diagrama mostra les poblacions més properes.